# Tetragnatha stimulifera
Tetragnatha stimulifera là một loài nhện trong họ Tetragnathidae.
Loài này thuộc chi Tetragnatha. Tetragnatha stimulifera được Eugène Simon miêu tả năm 1907.